# No pasarán
A ¡No pasarán! (spanyol, jelentése kb. ’Nem fognak átjutni!’; franciául: Ils ne passeront pas, angolul: They shall not pass) egy nemzetközileg elterjedt politikai szlogen, amelyet eredetileg háborús körülmények között használtak azon szándék kifejezésére, hogy egy pozíciót meg fognak védeni az ellenségtől. Használatára való első utalás az első világháború verduni csatájából, a francia Robert Nivelle tábornoktól származik (bár egyesek parancsnokának, Henri Philippe Pétainnek tulajdonítják). Francia nyelven ezután már propagandaplakátokon is megjelent.
Később a spanyol polgárháborúban (1936–1939) Madrid ostroma alatt használta ismét ebben az elhíresült formában a baszk származású Dolores Ibárruri, becenevén „La Pasionaria”, a Spanyol Kommunista Párt (Partido Comunista de España) egyik alapítója. A ¡No pasarán! így nemzetközi antifasiszta jelmondattá vált, s máig így használják baloldali politikai körökben.

## Fordítás
- Ez a szócikk részben vagy egészben a No pasarán című spanyol Wikipédia-szócikk fordításán alapul.  Az eredeti cikk szerkesztőit annak laptörténete sorolja fel. Ez a jelzés csupán a megfogalmazás eredetét és a szerzői jogokat jelzi, nem szolgál a cikkben szereplő információk forrásmegjelöléseként.